# Черницино (Підосиновський район)
Черни́цино (рос. Черницыно) — присілок у складі Підосиновського району Кіровської області, Росія. Входить до складу Утмановського сільського поселення.
Населення становить 37 осіб (2010, 63 у 2002).
Національний склад станом на 2002 рік — росіяни 98 %.